# Ottavio Rossi (archeologo)
Ottavio Rossi (Brescia, 26 luglio 1570 – Brescia, 28 settembre 1630) è stato un archeologo, poeta ed erudito italiano.

## Biografia
Buon filologo, studiò le lettere classiche con il benedettino Prospero Martinengo. Addottoratosi in filosofia all'Università di Padova, fu a Roma dal 1600 al 1608, ed ebbe modo di entrare in relazione con i cardinali Roberto Bellarmino e Cesare Baronio, che lo indirizzarono verso studi antiquari e archeologici. Tornato in patria pubblicò una illustrazione delle antiche iscrizioni di Brescia nell'opera Memorie Bresciane (1616), sulla cui attendibilità sono stati tuttavia avanzati seri dubbi, specie dal Mommsen, e raccolse interessanti notizie negli Elogi historici di Bresciani illustri (1620); come poeta fu tra i più artificiosi del periodo barocco. Le Memorie Bresciane furono tradotte dall'italiano in latino da Alexander Ducker e inserite nel tomo IV parte II del Thesaurus Antiquitatum et Historiarum Italiae del Graevius e del Burmann (Lugd. Bat., Pieter van der Aa, 1722, in fol.). Morì durante l'epidemia di peste del 1630.

## Opere (selezione)

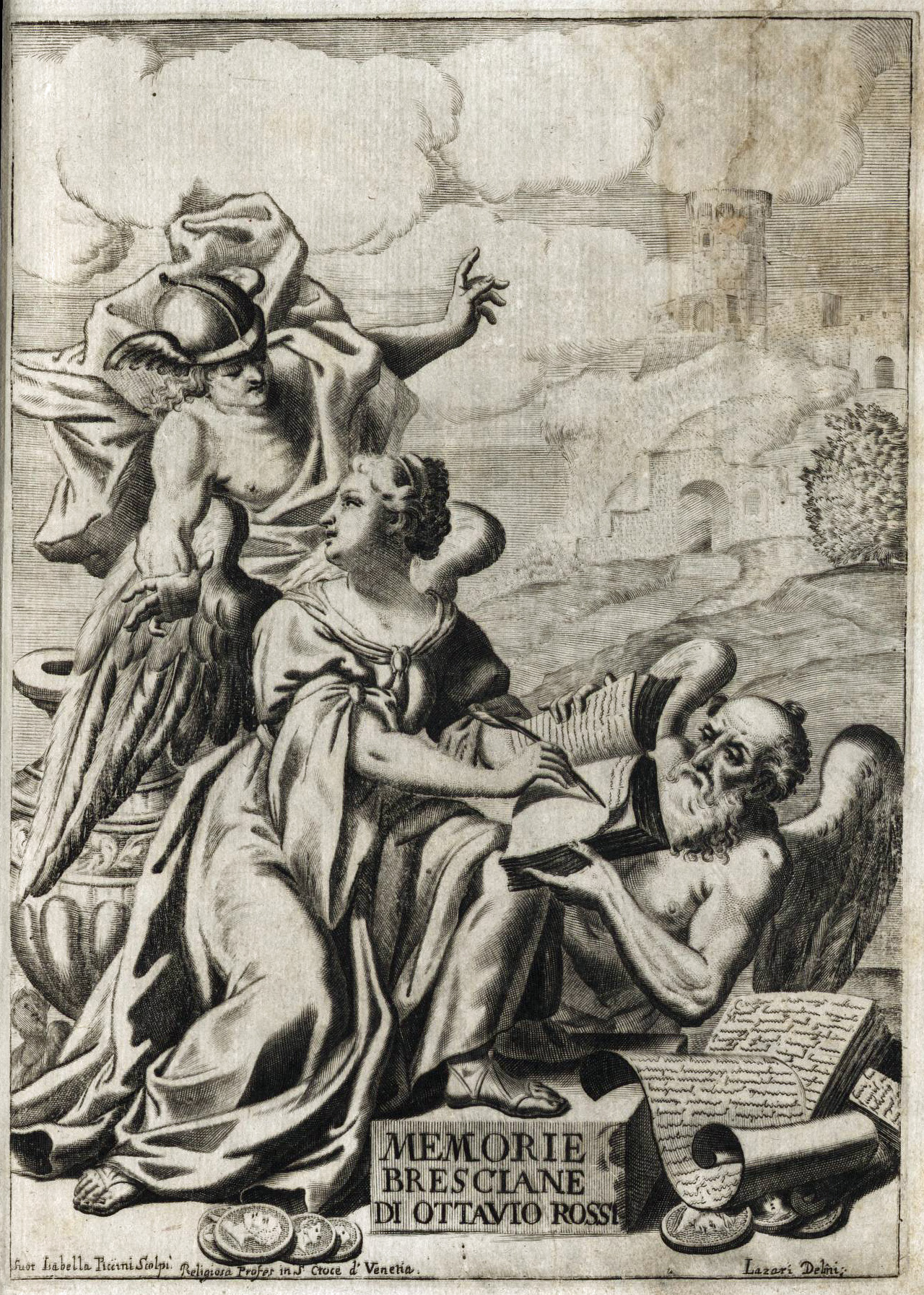
Antiporta delle Memorie Bresciane di Ottavio Rossi, Brescia, Domenico Gromi, 1693. Incisione a bulino di Suor Isabella Piccini.

- Ottavio Rossi, Rime amorose, lugubri, eroiche, morali, sacre et varie, Brescia, Tebaldino, 1612.
- Ottavio Rossi, Le Memorie Bresciane, opera istorica e simbolica, Brescia, per Bartolomeo Fontana, 1616.
- Ottavio Rossi, La Crocetta pretiosa e l’orofiamma glorioso della città di Brescia, Brescia, per Bartolomeo Fontana, 1619.
- Ottavio Rossi, Elogi istorici de’ Bresciani illustri, Brescia, per Bartolomeo Fontana, 1620.